# Strashimirite
La strashimirite è un minerale, un arseniato basico idrato di rame.
Il nome deriva da Strashimir Dimitrov (1892-1960), petrografo e mineralogista bulgaro.
Fu descritta per la prima volta da Jordanka Minceva-Stefanova, mineralogista bulgara, nel 1968.

## Abito cristallino
Cristalli aghiformi tabulari e fibrosi di circa 4 mm

## Origine e giacitura
La genesi è secondaria, si trova nelle zone di ossidazione dei giacimenti ricchi di rame e arsenico. La paragenesi è con azzurrite, malachite, tirolite, clinoclasio, metazeunerite, scorodite, brochantite e farmacosiderite

## Forma in cui si presenta in natura
Si presenta in cristalli, aggregati fibrosi, incrostazioni, spalmature e aggregati globulari fino a 1 cm di diametro.

## Caratteri fisico-chimici
Non è radioattiva

## Località di ritrovamento
Nei giacimenti di Zapachitsa, in Bulgaria; ad Oberwolfach, nel Baden-Württemberg; a Binntal, in Svizzera; a Loughrea, nella contea di Galway, in Irlanda; a Majuba Hill, nel Nevada; a Tintic, nello Utah.